# Michaël Heylen
Michaël Heylen (Wommelgem, 3 januari 1994) is een Belgische voetballer die als centrale verdediger of als rechtsback speelt. In de seizoenen 2022/23 en 2023/24 kwam hij uit voor FC Emmen.

## Carrière

### Jeugd
Michaël Heylen sloot zich op jonge leeftijd aan bij het bescheiden Ternesse VV, en belandde daarna in de jeugdopleiding van Germinal Beerschot. In 2007 verhuisde Heylen naar RSC Anderlecht. Daar werd bij de verdediger op 16-jarige leeftijd de ziekte van Crohn vastgesteld. Ondanks deze darmziekte, die zijn sportieve ontwikkeling in gevaar bracht, werd hij aanvoerder van het belofte-elftal.

### RSC Anderlecht
In het seizoen 2014-2015 speelde Heylen 14 competitie- en 4 bekerwedstrijden. Tijdens het seizoen 2015-2016 kreeg Heylen zijn eerste basisplaats op 20 december tegen Club Brugge. Op de laatste dag van de zomer-mercato vertrekt hij voor één jaar op huurbasis naar Westerlo.

### KV Kortrijk
In de zomer van 2013 leende RSC Anderlecht hem voor één seizoen uit aan KV Kortrijk. Op 14 september 2013 maakte Heylen zijn officiële debuut op het hoogste niveau. Hij mocht toen in de basis starten tegen AA Gent. Kortrijk won het duel met 3-0. Nadien groeide hij uit tot een vaste waarde in het team van trainer Hein Vanhaezebrouck. Heylen, die doorheen het seizoen zowel centraal in de verdediging als op de positie van rechtsback werd ingeschakeld, bereikte met KV Kortrijk de finale van play-off II. Daarin verloor Kortrijk na strafschoppen van KV Oostende (7-6). Heylen mocht in de terugwedstrijd van de finale invallen en zette de tweede Kortrijkse strafschop om.

### FC Emmen
Op 30 augustus 2019 maakte FC Emmen bekend dat Heylen voor een jaar onder contract komt te staan bij de Drentse club, met een optie tot verlenging van een jaar. Hij speelde bij Emmen 19 competitiewedstrijden en 1 bekerwedstrijd. Mede in verband met de coronacrisis besloot de club de optie in zijn contract niet te lichten.

### Sparta Rotterdam
Op 27 april 2020 werd bekend dat Heylen een contract voor twee jaar had getekend bij Sparta Rotterdam. Hij maakte op 13 september zijn debuut voor Sparta in de seizoensopener tegen Ajax (1-0 nederlaag). Een week later pakte hij in zijn tweede wedstrijd binnen 42 minuten twee gele kaarten, mede waardoor Sparta met 2-0 verloor van Vitesse. In zijn eerste seizoen kwam hij tot 29 wedstrijden en ook in zijn tweede seizoen bij Sparta begon hij als basisspeler, maar na tien speelrondes werd hij naar de bank gehaald en kwam hij nog maar sporadisch in actie. In totaal kwam Heylen tot 47 wedstrijden voor Sparta.

### Terug bij FC Emmen
Toen zijn contract bij Sparta was afgelopen, kwam zijn oude club FC Emmen opnieuw langs om hem een contract voor twee seizoenen aan te bieden. Emmen was na een afwezigheid van één jaar weer teruggekeerd naar de Eredivisie en had defensieve versterking nodig. Bij FC Emmen werd hij in de eerste seizoenshelft vooral als invaller gebruikt. 

## Statistieken
| Seizoen | Club             | Competitie         | Competitie | Competitie | Beker | Beker | Supercup | Supercup | Europees | Europees | Totaal | Totaal |
| Seizoen | Club             | Competitie         | Wed.       | Dlp.       | Wed.  | Dlp.  | Wed.     | Dlp.     | Wed.     | Dlp.     | Wed.   | Dlp.   |
| ------- | ---------------- | ------------------ | ---------- | ---------- | ----- | ----- | -------- | -------- | -------- | -------- | ------ | ------ |
| 2013/14 | Anderlecht       | Jupiler Pro League | 0          | 0          | 0     | 0     | 0        | 0        | 0        | 0        | 0      | 0      |
| 2013/14 | → KV Kortrijk    | Jupiler Pro League | 29         | 0          | 3     | 0     | 0        | 0        | 0        | 0        | 32     | 0      |
| 2014/15 | Anderlecht       | Jupiler Pro League | 14         | 0          | 4     | 0     | 0        | 0        | 1        | 0        | 19     | 0      |
| 2015/16 | Anderlecht       | Jupiler Pro League | 8          | 0          | 1     | 0     | 0        | 0        | 1        | 0        | 10     | 0      |
| 2016/17 | Anderlecht       | Jupiler Pro League | 2          | 0          | 0     | 0     | 0        | 0        | 2        | 1        | 4      | 1      |
| 2016/17 | → Westerlo       | Jupiler Pro League | 24         | 1          | 1     | 0     | 0        | 0        | 0        | 0        | 25     | 1      |
| 2017/18 | Zulte Waregem    | Jupiler Pro League | 25         | 1          | 2     | 0     | 1        | 0        | 6        | 1        | 34     | 3      |
| 2018/19 | Zulte Waregem    | Jupiler Pro League | 17         | 0          | 2     | 0     | 0        | 0        | 0        | 0        | 19     | 0      |
| 2019/20 | FC Emmen         | Eredivisie         | 19         | 0          | 1     | 0     | 0        | 0        | 0        | 0        | 20     | 0      |
| 2020/21 | Sparta Rotterdam | Eredivisie         | 28         | 0          | 1     | 0     | 0        | 0        | 0        | 0        | 29     | 0      |
| 2021/22 | Sparta Rotterdam | Eredivisie         | 16         | 0          | 2     | 0     | 0        | 0        | 0        | 0        | 18     | 0      |
| 2022/23 | FC Emmen         | Eredivisie         | 30         | 0          | 1     | 0     | 0        | 0        | 0        | 0        | 8      | 0      |
| 2023/24 | FC Emmen         | Eerste divisie     | 22         | 1          | 1     | 0     | 1        | 0        | 0        | 0        | 24     | 1      |
| Totaal  | Totaal           | Totaal             | 201        | 3          | 19    | 0     | 2        | 0        | 10       | 2        | 232    | 7      |